# Yves Angelo
Yves Angelo (Marocco, 22 gennaio 1956) è un direttore della fotografia, regista e sceneggiatore francese.
Ha vinto tre volte il maggior riconoscimento cinematografico francese, il Premio César, come miglior direttore della fotografia.

## Filmografia

### Direttore della fotografia
- Baxter, regia di Jérôme Boivin (1989)
- Notturno indiano (Nocturne indien), regia di Alain Corneau (1989)
- Chambre à part, regia di Jacky Cukier (1989)
- Tumultes, regia di Bertrand Van Effenterre (1990)
- Netchaïev est de retour, regia di Jacques Deray (1991)
- Un cœur qui bat, regia di François Dupeyron (1991)
- Tutte le mattine del mondo (Tous les matins du monde), regia di Alain Corneau (1991)
- Un cuore in inverno (Un cœur en hiver), regia di Claude Sautet (1992)
- L'accompagnatrice, regia di Claude Miller (1992)
- Germinal, regia di Claude Berri (1993)
- Level Five, regia di Chris Marker (1997)
- Pas d'histoires! (2001) - episodio Poitiers, voiture 11 - anche regista
- Sur le bout des doigts (2002) - anche regista
- Stupore e tremori (Stupeur et Tremblements), regia di Alain Corneau (2003)
- Malabar Princess, regia di Gilles Legrand (2004)
- Inguélézi, regia di François Dupeyron (2004)
- Les mots bleus, regia di Alain Corneau (2005)
- Le deuxième souffle, regia di Alain Corneau (2007)
- La jeune fille et les loups, regia di Gilles Legrand (2008)
- Aide-toi, le ciel t'aidera, regia di François Dupeyron (2008)
- Tu seras mon fils, regia di Gilles Legrand (2011)
- Mon âme par toi guérie, regia di François Dupeyron (2013)
- Due sotto il burqa (Cherchez la femme), regia di Sou Abadi (2017)
- Marvin (Marvin ou la belle éducation), regia di Anne Fontaine (2017)
- Le Collier rouge, regia di Jean Becker (2018)
- Bianca come la neve (Blanche comme neige), regia di Anne Fontaine (2019)
- Police, regia di Anne Fontaine (2020)
- Maigret, regia di Patrice Leconte (2022)

### Regista e sceneggiatore
- Il colonnello Chabert (Le Colonel Chabert) (1994)
- Un air si pur... (1997)
- Vite rubate (Voleur de vie) (1998)
- Pas d'histoires! (2001) - episodio Poitiers, voiture 11
- Sur le bout des doigts (2002)
- Les Âmes grises (2005)
- Au plus près du soleil (2015)

## Riconoscimenti
- Bergamo Film Meeting
  - 2003: Rosa Camuna d'argento – Sur le bout des doigts

- Premi César
  - 1990: Migliore fotografia – Notturno indiano (Nocturne indien)
  - 1992: Migliore fotografia – Tutte le mattine del mondo (Tous les matins du monde)
  - 1993: Nomination Migliore fotografia – L'accompagnatrice
  - 1994: Migliore fotografia – Germinal